# خولة بنت الأزور
خولة بنت الأزور هي شخصية عاشت خلال فترة الخلفاء الراشدين، تم ذكرها في كتاب فتوح الشام المنسوب بشكل خاطئ إلى الواقدي، حسب الرواية فخولة هي مقاتلة وشاعرة من قبيلة أسد وهي أخت ضرار بن الأزور، تصور خولة كأشجع نساء عصرها، وتوفيت آخر عهد عثمان بن عفان، وفي شعرها جزالة وفخامة وأكثره في الفخر.

## جدل واقعية شخصيتها

### خيالية
أثبت بعض المؤرخين أن كتاب فتوح الشام الذي يعتبر المصدر الأول والأوحد في استلهام بطولات خولة بنت الأزور قد ألف في سنة 907 هـ على يد مؤلف مجهول نسبه زوراً للواقدي.
ذكر ابن حجر 28 صحابية باسم خولة في اختلاف في بعضهن ولكنه لم يذكر مطلقاً اسم بنت الأزور. كما ذكر ابن حجر ترجمة الصحابي ضرار بن الأزور وذكر ثلاثة من إخوته الذكور من المسلمين ولم يكن بينهم أي امرأة. وقد ذكر أبو الفرج الأصبهاني صاحب كتاب الأغاني، المتوفى سنة 362 هـ، ست خولات، وليست بينهن خولة بنت الأزور، وكذلك، ابن قتيبة الدينوري صاحب كتاب الشعر والشعراء، وابن سلام الجمحي صاحب كتاب طبقات فحول الشعراء.

### حقيقية
خولة بنت الأزور ليست خيالاً بل هي شخصية واقعية لها بطولاتها وأعمالها، حسب المؤرخين المدافعين عن واقعية وجودها، يستندون إلى كتب تاريخ مثل كتاب الأعلام للزركلي، لكن الزركلي اعتمد على تاريخ فتوح الشام المنسوب للواقدي ويعتبر كتابه في التراجم حديثا بالنسبة لكتب التراجم الآخرى واعتماده على فتوح الشام ليس بمرض في التوثيق.
كما جاء ذكرها في عدة كتب تراجم منها طرفة الاصحاب وفي نهاية الارب للقلقشندي وابن خلدون الإكليل وفي معجم البلدان ومعجم قبائل العرب.
لكن كل أو أغلب هذه الكتب متأخرة اعتمدت على كتاب فتوح الشام للواقدي.
وذكرها ابن أعثم الكوفي في الفتوح في حوادث معركة اليرموك